# Gata
Gata este o localitate din comuna Stange, provincia Hedmark, Norvegia, cu o suprafață de 0,58 km² și o populație de 518 locuitori (2013).